# 2022 en Colombie
Cet article présente les faits marquants de l'année 2022 en Colombie.

## Évènements
- 2 janvier : affrontements d'Arauca : 23 personnes ont été tuées dans des affrontements entre des groupes de guérilla d'extrême gauche.
- 21 février : la Cour constitutionnelle légalise l'avortement en Colombie.
- 13 mars : élections législatives, avancée de la coalition de gauche du Pacte historique.
- 29 mai et 19 juin : élection présidentielle, Gustavo Petro est élu.
- 22 juin : Effondrement du stade d'Espinal.
- 7 août : Gustavo Petro devient président de la République.
- 29 août : la Colombie et le Venezuela rétablissent leurs relations diplomatiques après trois ans d'interruption[1].
- 5 décembre : le glissement de terrain de Risaralda fait au moins 33 morts.